# Dorcadion loarrense
Dorcadion loarrense là một loài bọ cánh cứng trong họ Cerambycidae.